# Euridamant
Euridamant (en grec antic Έυρίδαμας), va ser segons la mitologia grega un heroi fill d'Iros i Demonassa. Era de la ciutat de Ctímene, a la Tessàlia. Apol·loni de Rodes diu que era fill de Ctímen i havia nascut a Dolòpia, una regió de Tessàlia on vivien els dolops.
L'Argonautica Orphica, Higí i Apol·loni de Rodes l'inclouen a la llista dels argonautes, que es van embarcar amb Jàson a la recerca del velló d'or.